# Barranc de Palomera
|  | Per a altres significats, vegeu «Barranc de Palomera (Rivert)». |

El barranc de Palomera és un barranc al municipi de Tremp, del Pallars Jussà i de l'antic d'Espluga de Serra, a l'Alta Ribagorça, a l'enclavament d'Enrens i Trepadús. El barranc es forma a l'antic terme de Viu de Llevata (actualment, el Pont de Suert), travessa l'enclavament d'Enrens i Trepadús, i va a afluir directament en el pantà d'Escales, format en aquest lloc per la Noguera Ribagorçana encara dins del terme actual de Tremp. Abans de l'existència de l'embassament esmentat, entrava dins del terme del Pont de Suert per desguassar a la Noguera Ribagorçana.
Es forma a 1.445 metres d'altitud sota mateix del Coll de Fa-riure, al sud-oest de Viu de Llevata. Des del seu naixement baixa cap al sud-oest fins passada la Roca de l'Àliga. En aquest primer tram, és limítrof entre Tremp (nord-oest) i el Pont de Suert (sud-est). Deixa de ser-ho en el mateix lloc on emprèn la direcció oest, decantant-se en alguns moments cap al nord. Passa pel nord del Serrat de les Cabres, i en el lloc més engorjat del seu curs canvia de direcció. Rep l'afluència del barranc de la Cirera, que baixa de la zona on hi hagué Enrens i el seu castell, del nord-est, i gira cap al sud-oest, per fer el tomb per llevant a la mola on hi hagué la masia de Trepadús. També rep en el mateix lloc el barranc de Cantallops, que baixa de Trepadús.
Al cap de poc, quan encara segueix la direcció sud-oest, supera el Salt de Palomera, i al cap de poc tros trenca cap a ponent, ja per encarar el salt cap al pantà d'Escales. Cal dir que aquest barranc és gairebé sempre sec, tot i que en moments de pluja arriba a acaptar molta quantitat d'aigua.